# Thorold-Tunnel
Der Thorold-Tunnel ist ein Unterwassertunnel in Thorold, Ontario, Kanada, der den Highway 58 unter dem Welland-Kanal führt. Der Tunnel wurde zwischen 1965 und 1967 gebaut und ist 840 Meter lang. Er besteht aus zwei getrennten Röhren mit jeweils zwei Fahrspuren. Die westliche Röhre hat einen Bürgersteig für Fußgänger.
Der Tunnel wurde aufgrund seines relativ geringen Verkehrsaufkommens als Drehort genutzt, unter anderem für die Fernsehserie American Gothic und den Film Highwaymen.